# توماس مالوري
السير توماس مالوري (بالإنجليزية: Sir Thomas Malory) هو مترجم إنكليزي (مات 1470؟) وجامع العمل الكلاسيكي الإنجليزي المشهور موت الملك آرثر (بالفرنسية: Morte D'Arthur).

## تحديد شخصية مالوري
بقيت هوية هذا الكاتب مسألة غير محلولة قبل نشر دراسة الأستاذ كيتريج «من كان السير توماس مالوري؟» عام 1896. وقال السيد سيدني لي في قاموس السيرة الذاتية الوطنية، بأنه لم يجد أحدا بهذا الاسم تتوافر فيه الشروط الضرورية لتحديد شخصيته بالضبط. ولدينا النزر اليسير فقط عن أي أدلة مباشرة؛ في المقطع الختامي للكتاب، يطلب المؤلف صلوات القارئ للسير توماس مالوري الفارس، ويقول أن الكتاب قد تم إنهاؤه في العام التاسع لحكم الملك إدوارد الرابع.
وقد قال وليم كاكستون في المقدمة التي وضعها بأنه طبع الكتاب بعد استلامه نسخة قام السير توماس مالوري بأخذها من كتب فرنسية معينة ونقلها إلى اللغة الإنكليزية؛ وقام بتكرار هذا البيان في عدة ملاحق، ويضيف كاكستون بأنه نفسه مسؤول عن تقسيم العمل إلى كتب وفصول، وبأنه طبعه في العام 1485. ومن الملاحظ أن كاكستون لا يقول بأنه استلم الكتاب من مالوري شخصيا، بل أنه استلم نسخة كتبها مالوري؛ من هذا يطرح الأستاذ كيتريدج الاستنتاج بأن الذي جمع النسخة لم يعد حيا. وأصبحت المشكلة عندها أن  يُعْثَر على شخص يدعى توماس مالوري كان فارسا وكان حيا في السنة التاسعة من حكم الملك إدوارد الرابع (4 مارس 1469 – 3 مارس 1470)، والذي لم يعد حيا في يوليو (أو يونيو) 1485.

## الشخصية المحتملة
كل هذه الشروط التي وضعها الأستاذ كيتريج يمكن أن تستوفي حياة السير توماس مالوري، فارس نيوبولد ريفيل (أو فيني نيوبولد)، عضو البرلمان لوارويكشاير في عام 1445. أما تاريخ ولادة السير توماس فهو مجهول، لكنه خلف أباه السير جون في عام 1433 أو 1434. وقبل هذا كان قد حارب في فرنسا في حاشية ريتشارد بوشامب الإيرل الثالث عشر لوارويك، ومن المحتمل جدا خلال الوقت أن ذلك النبيل شغل منصب نقيب كاليه. يبدو من المحتمل بأنه معرف أيضا مع «توماس مالوري، مايلز»، الذي استثني مع عدة آخرين في عام 1468 من قرار العفو الذي أصدره الملك إدوارد الرابع، وذلك بسبب الدور الذي لعبه في حرب الوردتين. وعند موت السير توماس في 14 مارس 1470، انتقلت أملاكه إلى حفيده، وإذا كان هذا التعريف صحيحا، فقد شمله على الأغلب العفو العام الذي صدر سنة 1469. وسيظهر هكذا بأن هذا هو مقدار ما يمكننا أن نعرف إن كان السير توماس مالوري هذا وافق كل الشروط الضرورية.

## طبيعة العمل
إن العمل الذي ارتبط به اسم مالوري هو تجميع مختصر من الجمع العظيم للحكايات الآرثرية في شكلها الأخير. وحكايات مرلين وتريستان ولانسلوت، ورحلة وموت آرثر جميعها تمثل الفرع الوحيد المحذوف الذي يتعامل مع التاريخ الأول للكأس المقدسة، ويوسف الرامي. وبفضل أعمال الدكتور أوسكار سومر بشكل رئيسي، ويمكننا أن نخصص أغلبية الكتب إلى مصادرها المنفصلة، بالرغم من أن بعض القصص، مثل مغامرات السير غاريث تحت اسم بيومانز، معالجة قصص السير أوري المجري، وتفاصيل اختطاف غوينيفير من قبل ميليغونت، ما زالت غير محددة.